# Вірменія на зимових Олімпійських іграх 2006
Вірменія брала участь у Зимовій Олімпіаді 2006 року у Турині (Італія) учетверте. Країну представляли 5 спортсменів у 3 видах спорту. Вірменія не здобула медалей.

## Гірськолижний спорт
| Спортсмен        | Дисципліна       | Час      | Час      | Час      | Час     | Місце |
| Спортсмен        | Дисципліна       | Спроба 1 | Спроба 2 | Спроба 3 | Сума    | Місце |
| ---------------- | ---------------- | -------- | -------- | -------- | ------- | ----- |
| Абрахам Саркахян | чоловіки, слалом | 1:10.69  | 1:05.52  | —        | 2:16.21 | 45    |

## Лижні перегони

### Чоловіки
| Спортсмен        | Дисципліна              | Час          | Місце        |
| ---------------- | ----------------------- | ------------ | ------------ |
| Ованнес Саркісян | 15 км (класичний стиль) | 50:45.7      | 88           |
| Ованнес Саркісян | 50 км (вільний стиль)   | Не стартував | Не стартував |
| Едмонд Хачатрян  | 15 км (класичний стиль) | 47:37.8      | 82           |
| Едмонд Хачатрян  | 50 км (вільний стиль)   | Не стартував | Не стартував |

### Спринт
| Спортсмен                        | Дисципліна                 | Кваліфікація | Кваліфікація | Чвертьфінал | Чвертьфінал | Півфінал      | Півфінал      | Фінал         | Фінал            |
| Спортсмен                        | Дисципліна                 | Час          | Місце        | Час         | Місце       | Час           | Місце         | Час           | Підсумкове місце |
| -------------------------------- | -------------------------- | ------------ | ------------ | ----------- | ----------- | ------------- | ------------- | ------------- | ---------------- |
| Ованнес Саркісян                 | чоловічий спринт           | 2:47.68      | 79           | Не пройшов  | Не пройшов  | Не пройшов    | Не пройшов    | Не пройшов    | 79               |
| Едмонд Хачатрян                  | чоловічий спринт           | 2:49.98      | 80           | Не пройшов  | Не пройшов  | Не пройшов    | Не пройшов    | Не пройшов    | 80               |
| Ованнес Саркісян Едмонд Хачатрян | чоловічий командний спринт | —            | —            | —           | —           | Не фінішували | Не фінішували | Не фінішували | Не фінішували    |

## Фігурне катання
| Спортсмен                          | Дисципліна | ОБТ   | ОБТ   | ОРТ   | ОРТ   | ПТ    | ПТ    | Всього | Всього           |
| Спортсмен                          | Дисципліна | Бали  | Місце | Бали  | Місце | Бали  | Місце | Бали   | Підсумкове місце |
| ---------------------------------- | ---------- | ----- | ----- | ----- | ----- | ----- | ----- | ------ | ---------------- |
| Анастасія Гребенкіна Вазген Азроян | танці      | 24.28 | 22    | 43.83 | 20    | 69.88 | 21    | 137.99 | 20               |

 Примітка: ОБТ — обов'язковий танець, ОРТ — оригінальний танець, ПТ — довільний танець